# گنج (حاجی‌آباد)
گنج (حاجی‌آباد)، روستایی از توابع بخش مرکزی شهرستان حاجی‌آباد در استان هرمزگان ایران است.

## جمعیت
این روستا در دهستان طارم قرار دارد و براساس سرشماری مرکز آمار ایران در سال ۱۳۸۵، جمعیت آن ۷۷۶ نفر (۱۹۸خانوار) بوده‌است.